# Герб Веселинового
Герб Веселинового затверджений 19 травня 2016 року рішенням Веселинівської селищної ради. Автор: І. Янушкевич.

## Опис
Щит скошений зліва лазуровим і зеленим. У першій частині Діва Марія з золотим німбом і в золотому одязі, що тримає на руках немовля із золотим німбом і в золотому одязі, супроводжувана вгорі і зліва золотими літерами. У другій частині три срібних геральдичних троянди з червоними серцевинами і золотим листям в перев'яз зліва. Щит вписаний в золотий декоративний картуш і увінчаний срібною мурованою короною.

## Історія
Затверджений 26 квітня 2012 року.

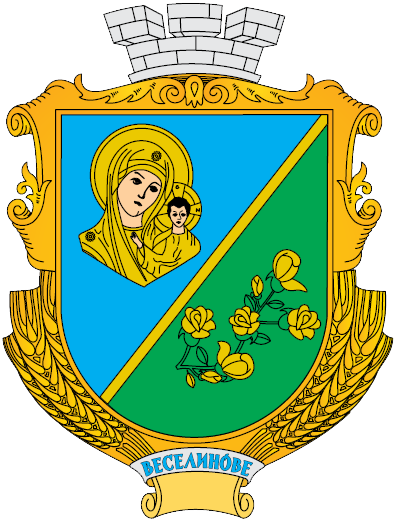
Попередній варіант герба

Щит скошений зліва золотим нитяним перев'язом. У першій лазуровій частині фігура Діви Марії з золотим німбом, в золотому одязі, що тримає на руках немовля із золотим німбом і в золотому одязі. У другій зеленій частині зелена гілка троянди з такими ж листами і золотими квітками. Щит вписаний в золотий декоративний картуш і увінчаний срібною мурованою
короною.